# 磯部翔
磯部 翔（いそべ しょう、1981年11月8日 - ）は、京都府出身のテレビ長崎報道アナウンサー兼記者。

## 人物
長男がいる。

## 出演番組
- KTNニュース
- ニュースデスク・編集・ディレクター業務担当
- パワスポ!N - リポーター・取材ディレクター[6]
- KTN Live News イット! - 平日版キャスター[7][8][9][10][11]

### 過去に担当した番組
- KTNスーパーニュース
- KTN みんなのニュース
- KTNプライムニュース
- Gopan
- ドキュメント九州「世界を回れ！～先生と丸型スーツケース～」（ディレクター・ナレーター を担当）[12][13][14]
- Live選挙サンデー 令和の大問題追跡SP（ローカルエリア、司会を担当）
- マルっと!（金曜→月曜 - 金曜）

## 外部サイト
- KTNアナウンサーズ・磯部翔
- トレンドワード「#磯部翔」の記事一覧 - 8gram（ハチグラム）
- 磯部翔ブログ - ウェイバックマシン（2021年2月13日アーカイブ分）（2012年1月6日[1] - 2021年2月21日[2]の投稿） - テレビ長崎

1. ↑  磯部翔 (2012年1月6日). “2012年1月のブログ投稿内容”.  テレビ長崎. 2024年11月4日閲覧。
2. ↑  磯部翔 (2021年2月12日). “生放送ネット番組で・・・「長崎マッポシドリームス」”.  テレビ長崎. 2024年11月4日閲覧。